# Parafia Świętej Trójcy w Lubaniu
Parafia Świętej Trójcy w Lubaniu – parafia rzymskokatolicka w dekanacie Lubań w diecezji legnickiej. Od 2023 roku proboszczem parafii jest ks. Artur Węgiel. Obsługiwana przez księży diecezjalnych. Erygowana 1 stycznia 1320 roku. Mieści się przy ulicy Szymanowskiego.